# Marlis Gräfin vom Hagen
Marlis Gräfin vom Hagen, geborene Christa Marlies Dorothee von Rochow (* 18. Juni 1911 in Primkenau, Niederschlesien; † 3. November 2007 in Friedensau) war eine deutsche Politikerin der CDU.

## Leben
Gräfin vom Hagen war die Tochter des Wichard von Rochow-Reckahn und der Hertha von dem Hagen-Gollwitz. Ihr Vater war Hofchef des Herzogs Ernst Günther zu Schleswig-Holstein und fiel 1914 als Rittmeister. Die Mutter war Gutserbin des Besitzes Gutshaus Gollwitz bei Brandenburg an der Havel und heiratete in zweiter Ehe ihren Schwager Harry von Rochow, Grundbesitzer von Schloss Reckahn. Marlies verbrachte die Kindheit in Primkenau. Später wurde Gollwitz Wohnsitz. Dort heiratete sie am 28. August 1937 Jost Graf vom Hagen-Möckern (* 10. August 1902 Möckern), der ein kleines Gut in der Dübener Heide besaß. Sie wurde Landwirtin und erlernte auch den Beruf einer Physiotherapeutin, mit eigener Praxis. Das Ehepaar hatte einen Sohn Hans-Dietrich Jobst.
Marlies schloss sich 1956 der CDU an und war von 1958 bis 1962 Vorsitzende der Frauenvereinigung der CDU Schleswig-Holstein. Dem Deutschen Bundestag gehörte sie vom 20. Januar 1964, als sie für den verstorbenen Abgeordneten Wilhelm Goldhagen nachrückte, bis 1965 an. Sie war über die Landesliste der CDU Schleswig-Holstein ins Parlament eingezogen. Zeitweise war sie auch Vorsitzende des örtlichen Landfrauenvereins.
Das ostholsteinische Testorfelde war jahrzehntelang ihr Lebensmittelpunkt, dort betrieb die Familie einen landwirtschaftlichen Hof. Sie war aktiv in beiden Familienverbänden und lebte zuletzt in Möckern.